# Svjetlo božićne noći
Svjetlo božićne noći naziv je prvoga studijskog albuma karlovačke Folklorne družine VUGA prema istoimenom zborniku svećenika salezijanca Stanislava Belaja. ↓1

## O albumu
Hrvatske božićne pjesme i kolende te jedno prigodno Čitanje za ovaj su nosač zvuka odabrali i priredili Ivica i Branko Ivanković. O tom folklornom božićnom programu Ivica Ivanković je zapisao:
»Lunaj le, lunaj le, lunajlije lunaj le... pradavni je zaziv Svjetla, zaziv vjere i ufanja u mraku, iskonski zaziv dobrih želja. Bljesak je to Svjetla koje se već stoljećima javlja svima nama, Svjetla koje uvijek iznova obasja tamu Badnje noći u kojoj se rodio mali Bog – Božić. Svjetlo je to koje u božićnoj noći uvijek iznova opažamo, doživljavamo i slavimo svim ljudskozemaljskim osjetilima. Čarobne su to zrake Svjetlosti i Svetosti koja nas ne zasljepljuje, Svjetlosti koja nam grije i srce i dušu, koja nas vodi, bešumni trag nestvarne Svetosti uz koju smo sigurni, uz koju smo sretniji. Mnogo je Svjetlosti, svete vjere i snage koja se odražava, čuje i osjeća i u hrvatskim božićnim pjesmama i starim kolendama. Neke od tih gotovo zaboravljenih napjeva u pjesmaricama i kajdankama ostavili su nam mnogi znani i neznani kantori te vrijedni hrvatski melografi. A zapisi pokojnog svećenika salezijanca Stanislava Belaja, iz već požutjele knjige »Svjetlo božićne noći«, nadahnuli su ovu istoimenu autorsku glazbenu i govornu viziju kao mali biljeg tog Svjetla koje već stoljećima obasjava hrvatska bespuća.« ↓2

## Popis pjesama
| 1.    | »Moj božiću Svarožiću«                                                            | Ciglena, Bilogora            | 3:33 |
| 2.    | »Šetujte pastiri / Narava se je čudila«                                           | Čajta, Gradišće (Austrija)   | 3:59 |
| 3.    | »Dober vam večer gospodar«                                                        | Kupljenovo, Hrvatsko zagorje | 3:21 |
| 4.    | »Božić ide uz ulicu«                                                              | Boka kotorska, Crna Gora     | 4:04 |
| 5.    | »Na salašu kod Betlema«                                                           | Donji Miholjac, Slavonija    | 2:29 |
| 6.    | »Danak svanu, koledo«                                                             | Slavonski Šamac, Slavonija   | 4:15 |
| 7.    | »Dobar večer Bog daj«                                                             | Muntić, Istra                | 2:50 |
| 8.    | »Kolojani, kolojajte ovde«                                                        | Zlarin, Dalmacija            | 3:06 |
| 9.    | »Što mora to biti«                                                                | Čajta, Gradišće (Austrija)   | 4:12 |
| 10.   | »Božićno kolo«                                                                    | Slunj, Kordun                | 4:12 |
| 11.   | »Cmreki v snegu spiju«                                                            | Nedelišće, Međimurje         | 2:28 |
| 12.   | »Zdrav Kralj mladi«                                                               | Čakovec, Međimurje           | 2:40 |
| 13.   | »ČITANJE: Uspomene blagopokojnog kardinala Franje Kuharića na Božiće djetinjstva« |                              | 2:19 |
| 14.   | »Hajdmo, hajdmo ’si k Betlemu«                                                    | Demerje, Zagrebačko polje    | 3:51 |
| 15.   | »Nebo daj oku zvijezdu visoku vidjeti«                                            | Rečica, Pokuplje             | 2:40 |
| 16.   | »Narodil nam se Kralj nebeski«                                                    |                              | 2:48 |
| 17.   | »Srićna noć je prispila«                                                          | Čajta, Gradišće (Austrija)   | 2:35 |
| 49:15 |                                                                                   |                              |      |

## Impresum
- Glazbeni i izvršni producent: Branko Ivanković
- Ton-majstor: Bernard Mihalić - studio »Podmornica«, Samobor
- Likovno oblikovanje: Ana Luketin Fahrenwald & Artur Erceg
- Urednik izdanja: Ante Viljac
- Izdavač: Croatia Records
- Za izdavača: Želimir Babogredac